# Skibidi Toilet
Skibidi Toilet er et meme som er lavet af Alexey Gerasimov. Skibidi Toilet-videoerne bliver primært uploadet til YouTube-kanalen DaFuq!?Boom!. Per 16. maj 2024 har hans kanal mere end 16 mia. visninger og har 43,5 mio. abonnenter.